# Assane Diao
Assane Diao Diaoune (Ndangane, 7 de setembro de 2005) é um futebolista hispano-senegalês que atua como ponta direita. Atualmente joga no Como.

## Carreira

### Início
Nascido no Senegal, chegou em 2008, com três anos, a Badajoz, onde o pai vivia desde 1997. Começou a jogar na base do CD Badajoz e posteriormente no Flecha Negra desta mesma localidade. De lá foi para o Ballon de Cádiz.

### Betis
Em 2021 ingressou na equipe juvenil do Betis, com contrato até 2024. Com a equipe foi finalista da Copa dos Campeões Juvenis na temporada 2022-23. Originalmente um meio-campista, suas habilidades de ataque o levaram a ser moldado como um ponta, e ele começou a jogar com as reservas na Segunda Federación em 2022.
No dia 26 de julho de 2023, Diao renovou seu contrato com o clube até 2027. Fez sua estreia profissional com os Verdiblancos como substituto na derrota por 1 a 0 para o Rangers na Liga Europa em 21 de setembro de 2023. Mais tarde naquele mês, em 28 de setembro, ele marcou seu primeiro gol em sua estreia na La Liga em um empate por 1 a 1 fora de casa contra o Granada, no Estádio Nuevo Los Cármenes. Uma semana depois, em 5 de outubro, ele marcou seu primeiro gol em competições europeias na vitória por 2 a 1 sobre o Sparta Praga. Em 7 de dezembro, após entrar como reserva, marcou o segundo gol do Bétis, empatando o jogo em 2 a 2 contra o Barcelona aos 49 minutos do segundo tempo.

### Como
Em 7 de janeiro de 2025, o Betis anunciou a transferência de Diao para o Como, da Série A italiana. O valor foi estimado em cerca de € 12 milhões, tornando-se a contratação mais cara da história do clube italiano. Seu começo na Itália é avassalador, com 4 gols em 7 jogos, se tornando titular absoluto na equipe.

## Seleção Nacional

### Seleção Espanhola
Nascido no Senegal, Diao mudou-se para a Espanha aos três anos de idade e tem dupla cidadania.
Ele jogou pela seleção espanhola sub-18 e sub-19. Com esta última disputou o Campeonato Europeu de Futebol Sub-19 em 2023, realizado em Malta, no qual a Espanha chegou às semi-finais, sendo derrotada para a Itália. Na edição seguinte, realizada na Irlanda do Norte em 2024, Diao foi campeão, marcando um gol na final contra a França.
Em outubro de 2023 foi convocado pela primeira vez para a seleção espanhola sub-21, e estreou contra o Uzbequistão em 13 de outubro do mesmo ano.

### Seleção Senegalesa
Em março de 2025, o pedido de Diao para jogar internacionalmente pelo Senegal foi aprovado pela FIFA.
Fez a sua estreia pela seleção senegalesa num jogo contra o Sudão, terminando em 0-0. Diao entrou em campo aos 34 minutos do segundo tempo, substituindo Ismaïla Sarr.

## Estilo de jogo
Originalmente um meio-campista, Diao é um ponta forte e poderoso, ótimo em cruzar a bola. Principalmente destro, ele é forte com ambos os pés. Ele tem uma técnica poderosa e uma forte capacidade de cabeceio.

## Vida Pessoal
Diao tem um irmão gêmeo, Ousseynou, que também é jogador de futebol na Espanha.

## Títulos
Espanha Sub-19
- Campeonato Europeu de Futebol Sub-19: 2024[35]